# Rowohlts Monographien
Rowohlts Monographien (RM) ist eine deutschsprachige Schriftenreihe, die seit 1958 in Reinbek bei Hamburg (seit 2019 in Hamburg) im Rowohlt Verlag erscheint.

## Geschichte
Der Begründer und Herausgeber der Reihe war Kurt Kusenberg (1904–1983). Als Herausgeber folgten 1982 Klaus Schröter, seit 1989 Wolfgang Müller und Uwe Naumann. Die auch als rororo-Bildmonographien (kurz romonos oder Monos) bekannte Taschenbuch-Reihe umfasst überwiegend kompakt gehaltene Biographien berühmter Persönlichkeiten „in/mit Selbstzeugnissen und Bilddokumenten dargestellt von...“ und war an ein breiteres Lesepublikum gerichtet. Besonders stark vertreten sind Persönlichkeiten aus Literatur, Kunst, Musik, Philosophie, Politik, Naturwissenschaften und Religionen.
Das Erscheinungsbild der ersten Bände der Reihe war orientiert an der französischen Buchreihe „Écrivains de toujours“ des Verlages Éditions du Seuil (... par lui-même) aus Paris, woraus einige Biographien übernommen wurden. Übersetzte Biographien (aus biographischen Reihen wie Éditions du Seuil oder von Penguin) wurden für den deutschen Leser überarbeitet bzw. mit einem dokumentarischen und bibliographischen Anhang versehen, unter anderem von Paul Raabe. Daneben fanden einige andere Themen Einzug, wie z. B. Ewiger Vorrat klassischer Musik auf Langspielplatten oder Die Jazz-Diskothek. Schallplattenführer mit 150 Bilddokumenten.
Während über 30 Jahre lang stets ein rundes Dutzend Bände pro Jahr – jeweils ein Band pro Monat – erschienen, wuchs die Reihe insbesondere in den 1990er Jahren auf bis zu 20 Bände im Jahr 1995 an. Die meisten Bände erschienen in mehreren Auflagen, stets mit exakter Angabe derselben („x. bis y. Tsd.“); jener zu Bert Brecht mit über 40 Auflagen und rund 450.000 gedruckten Exemplaren war der Spitzenreiter. Im Juni 2015 erschien die letzte Biographie, seitdem beschränkt sich der Verlag auf den Verkauf noch bestehender Bestände sowie auf Nachdrucke als unbebilderte E-Books.

## Übersicht
Insgesamt sind von 1958 bis 2015 genau 674 Bände und drei Doppelbände erschienen; 47 Nummern blieben unbenutzt. Zu 78 Personen wurden Bände unter zwei, zu 11 Personen gar unter drei verschiedenen Nummern veröffentlicht. Neben den einzelnen Persönlichkeiten wurden auch 17 Personengruppen „dargestellt“, dazu die vier Bände zu Musikaufnahmen.
Im März 1999 erschien die erste Monographie in Farbe über Kasimir Malewitsch als Nr. 465 mit 160 Seiten; die letzte rein schwarz-weiß bebilderte Monographie mit 192 Seiten im Februar 1999 beschrieb Franklin D. Roosevelt.
Stand August 2025 sind im Buchhandel noch 67 Bände neu lieferbar.